# ایر سنوک
ایر سنوک (به انگلیسی: Air Senok) یک شرکت هواپیمایی است که در ۲۰۱۱ میلادی تأسیس شده‌است. دفتر مرکزی ایر سنوک در کلمبو، سری‌لانکا واقع شده‌است.